# BABEL (BUCK-TICKの曲)
「BABEL」(バベル)は、日本のロックバンド、BUCK-TICKの36枚目のシングル。2017年11月15日にLingua Sounda/JVCケンウッド・ビクターエンタテインメントから発売された。

## 概要
デビュー30周年プロジェクト第一弾シングル。
日本テレビ MIDNITEテレビシリーズ『アンフォゲッタブル 完全記憶捜査 シーズン1』エンディングテーマ曲として
2017年12月19日(火)- 日本テレビ(関東ローカル)にて深夜オンエアされる。
コンサートでの初披露は2017年10月21日より始まった『THE DAY IN QUESTION』2017初日の大宮ソニックシティでの公演である。その日はギターの今井寿の誕生日でもあった。

## 収録曲
1. BABEL (5:04)
  - 作詞：櫻井敦司、作曲：今井寿、編曲：BUCK-TICK

『アンフォゲッタブル 完全記憶捜査 シーズン1』エンディングテーマ曲。イントロにHOT MUSIC FACTORYのソフト音源『MOVIE THEMES / EPIC 2』が利用されている。
2. Moon さよならを教えて(Takkyu Ishino Remix) (6:22)
  - 作詞：櫻井敦司、作曲：今井寿、リミックス：石野卓球 (電気グルーヴ)

シングル第二弾として発表される曲を、リミックス版をシングルとして先に出すという自身初の試みを行う。

## 参加ミュージシャン
- 櫻井敦司 - ボーカル
- 今井寿 - ギター、ノイズ
- 星野英彦 - ギター
- 樋口豊 - ベース
- ヤガミトール - ドラムス

### サポートミュージシャン
- YOW-ROW - マニピュレート、シンセサイザー